# جنية الأسنان

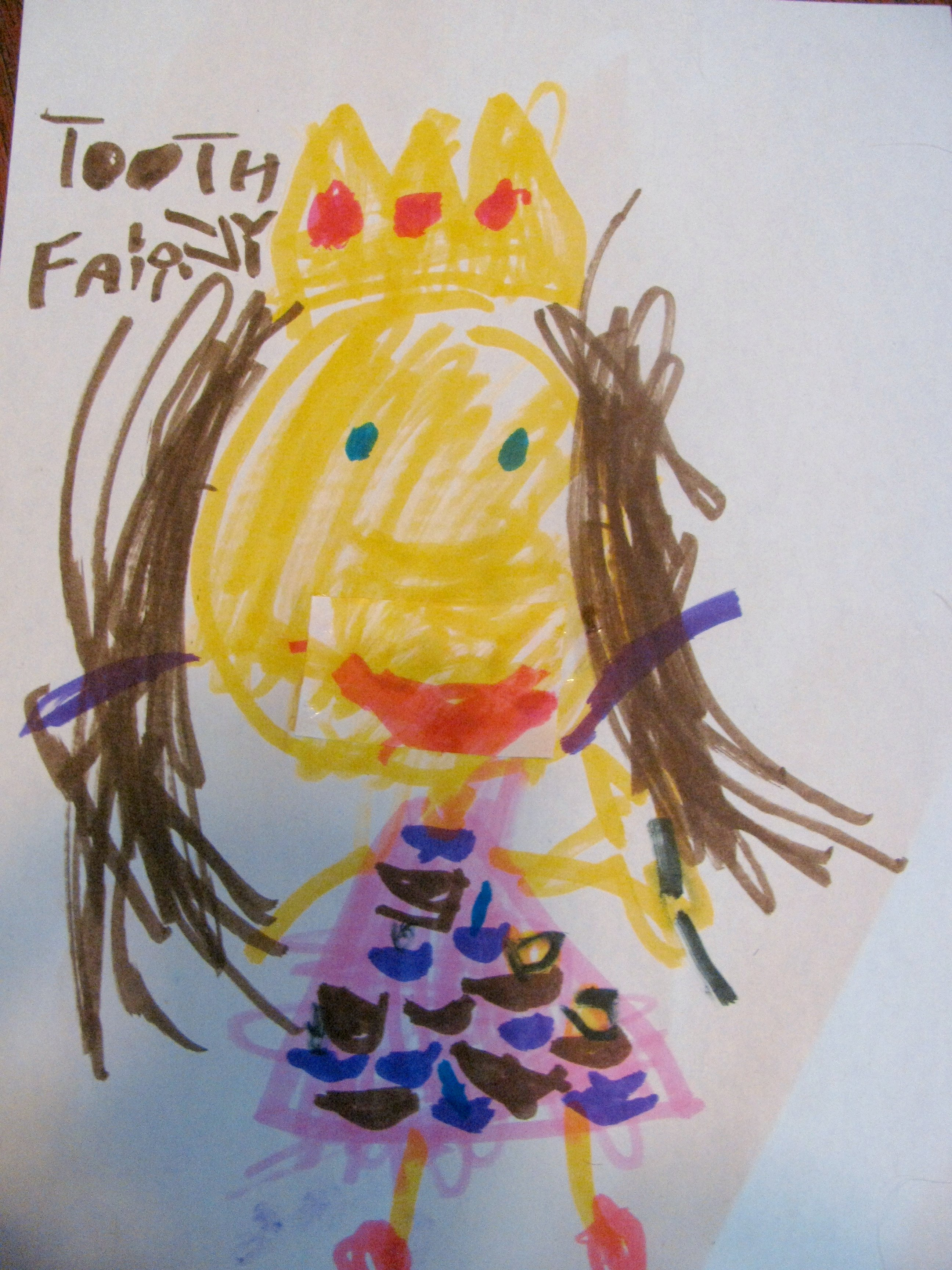

جنية الأسنان هي شخصية من الفنتازيا ترتبط بفترة الطفولة المبكرة. ويُشاع في الفلكلور أنه عندما يفقد الطفل إحدى سنة طفل ويضعها تحت الوسادة فإن جنية الأسنان تزوره ليلاً وتستبدلها بهدية صغيرة.
وتقليد ترك السِنة تحت الوسادة لتأخذها جنية الأسنان في العديد في بلدان المحيط الإنجليزي.

## المظهر
ولا يتوافر غير القليل من التفاصيل المتطابقة عن مظهر جنية الأسنان في مختلف النسخ من الأسطورة على العكس من التفاصيل الأكثر توافرًا عن بابا نويل وأقل نوعًا ما عن أرنب الفصح. وطبقًا للدراسة التي أجرتها روزماري ويلز (Rosemary Wells) في 1984 يعتقد 74 في المائة أن جنية الأسنان أنثى، في حين أن 12 في المائة يعتقدون أنها ليست ذكرا كما أنها ليست أنثى أما الثماني في المائة الباقية فيقولوا باحتمالية كونها أنثى أو ذكر. وعندما سُئلت ويلز عن مظهر جنية الأسنان قالت «لديك ذلك الشكل التقليدي عن الجنية بأجنحتها والعصا والعارضة. ثم لديك البعض ممن يعتقدون أن جنية الأسنان رجلاً أو قد تكون أرنبًا أو حتى فأرًا.» وعند تفقد كتاب من كتب الأطفال أو عمل فني مشهور قد تجد أنها مُصورة كطفل بجناجين، أو جنية أو تنين، أو شكل لأم زرقاء وقد تجدها راقصة باليه طائرة وقد يُمثلُها رجلين صغيرين كبيرين في السن أو مُنظِف أسنان أو رجل ضخم البطن يطير ويدخن السجائر وقد تكون وطواطا أو دُبا وآخرين. وعلى العكس من وجود صورة ثابتة يتمتع بها بابا نويل ولا تتمتع بها جنية الأسنان فإن الاختلافات التي ترتبط بمظهرها لا تؤرق الأطفال.

## الأصول
كان التقليد في أوروبا قديمًا هو دفن السِنة اللبنية عند وقوعها. فعند سقوط السِنة السادسة كان من عادة الآباء وضع هدية أو مبلغ من المال تحت وسادة الطفل ولكن يُشترط على الطفل أن يترك السِنة كمكافأة. ويترك بعض الآباء آثارًا براقة على الأرض لتكون بمثابة غبار الجنية.
وكانت هناك عادة في أوروبا الشمالية تُسمى بـرسم الأسنان وهو رسم يتم دفعه عند سقوط أول سِنة للطفل. وسُجلت هذه العادة قديمًا منذ قصائد إيدا والتي تُعد أقدم سجل كتابي للـإسكندنافيا يين العادات الأوروبية الشمالية.
وتختلف المكافأة باختلاف البلد والحالة الاقتصادية للأسرة كما تختلف بحسب ما ينقله الطفل إلى والديه عما يُمنح إلى أصدقائه كما تؤثر عوامل أخرى  وأجريت دراسة في عام 2011 أفادت أن متوسط ما يأخذه الطفل الأمريكي على كل سِنة دولارين وستين سنتًا.

## معتقدات
وهناك طريقتان مختلفتان تمام الاختلاف في الإيمان بوجود جنية الأسنان. فمن جانب يرجع إيمان الأطفال بها إلى طبيعة الطفولة الوثوقة. والعكس عند الكبار الذين يعتقدوا أن الإيمان بوجودها ما هو إلا سذاجة واستعدادًا لتصديق أي شيء.
ولا يثق الآباء في فاعلية الترويج إلى جنية الأسنان، ولكن يُسجل أغلبية الأطفال نتائج إيجابية. وعند العلم أن الجنية ليست حقيقية، سجل 75 في المائة من الأطفال أنهم قد أحبوا ذلك التقليد، بينما 20 في المائة كانوا محايدين وثلاثة في المائة قالوا بأنهم لن يستمروا بممارسة هذا التقليد عندما يصبحوا آباء.
ويرى الآباء هذا الأسطورة باعتبارها نوع من شرح صدر الطفل بعد فقدان أحد أسنانه. وأثبتت الأبحاث أن الإيمان بالجنية قد يبعث الراحة على الطفل الذي يمر بتجربة مخيفة أو ألم إثر فقدان سِنته. وتأخذ الأم خاصةً إيمان الطفل بجنية الأسنان كعلامة تُشير إلى أن «طفلها» لازل صغيرًا ولن «يبلغ باكرًا». ويجد الآباء في تشجيعهم للأبناء على الإيمان بشخصية خيالية بعض السلوى تتمثل في أن هؤلاء الأبناء لازالوا يؤمنوا بالخيال ولم «يبلغوا» بعد.
وعادةً ما يكتشف الطفل أن جنية الأسنان شخصية خيالية في سن الخامسة أو السابعة، رابطًا وجودها بوجود الشخصيات الخيالية الأخرى التي تأتي بالهدايا، (مثل:بابا نويل وأرنب الفصح).
وتنصح المؤلفة فيكي لانسكي (Vicki Lansky) الآباء بأن يقولوا لأطفالهم أن جنية الأسنان تدفع الكثير للسِنة السليمة أكثر مما تعطيه للسِنة المسوّسة. وطبقًا لما تنصح به فيكي تترك بعض الأُسر للطفل ملاحظة صغيرة مع الهدية تمدح فيها العادات الصحية للعناية بالأسنان.
وتقترح الدراسة أن ثمة علاقة محتملة بين إيمان الطفل المستمر بجنية الأسنان (والشخصيات الخيالية الأخرى) ومتلازمة الذاكرة الخادعة.

## أساطير مرتبطة
وبالإضافة إلى إلهادا ديل دينتي (اللغة الإسبانية: جنية الأسنان)، يوجد في الثقافة الإسبانية فأرًا يُدعى راتونسيتو بيريز (أو راتون بيريز) وهو رمز شعبي في الثقافة الإسبانية والثقافات الأمريكية الخاصة بمتحدثي الإسبانية، مثله مثل جنية الأسنان وبدأت أسطورته في مدريد عام 1894. وكما هو التقليد في بلاد متحدثي الإنجليزية يترك الطفل السِنة التي سقطت تحت الوسادة فيأتي الفأر راتونسيتو بيريز ويستبدلها بهدية. وقد يأخذ التقليد أشكالاً مختلفة في مختلف المناطق ولكنه مُنتشر في الثقافات الإسبانية عامةً. وهو المشهور بـ«راتونسيتو بيريز» في جميع البلدان المتحدثة بالإسبانية فيما عدا بعض المناطق في المكسيك والتي تُطلق عليه «إلراتون دي لوس دينتس» (فأر الأسنان) وكذلك في بيرو وتشيلي، ومعروف بـ«إلراتون بيريز» في الأرجنتين وفنزويلا وأورغواي وكولومبيا. واُستخدم راتونسيتو بيريز من قبل شركة كولجيت في التسويق لمنتجها في فنزويلا وإسبانيا. وعادةً ما تستبدل جنية الأسنان في إيطاليا بفأر صغير. وتُطلق فرنسا والمناطق التي تتحدث بالفرنسية في بلجيكا على هذه الشخصية لا بوتيت سوريس («الفأر الصغير»). ويأتي تقليد مماثل من الأراضي المنخفضة الوسطى بإسكتلندا لشخصية الفأر الجني: وهو فأر جني أبيض يشتري أسنان الأطفال بالعملات.
ومن التقليدي في البلدان الآسيوية، مثل: الهند واليابان وكوريا وفيتنام أنه حين تسقط للطفل سِنة يلقيها إلى الأعلى نحو السطح إذا كانت من الفك السُفلي أما إذا كانت من الفك العُلوي فيلقيها إلى مكانٍ ما تحت الطابق. ويقوم الطفل في أثناء فعل ذلك بالصياح طالبًا سِنة الفأر. ويستند هذا التقليد إلى حقيقة أن أسنان الفأر تعيش مدى الحياة وهذه ميزة تتمتع بها جميع القوارض.
وهناك اختلاف طفيف في القيام بذلك في اليابان حيث يلقي الطفل بالسِنة من الفك العُلوي بشكلٍ عمودي نحو الأرض ويلقيها بشكلٍ عمودي إلى الأعلى في الهواء إذا كانت من الفك السُفلي اعتقادًا أن هذا يجعل السِنة التي تحل مكانها تنمو بشكلٍ مستقيم.
أما عن العادة في بلاد الشرق الأوسط (منها العراق والأردن وفلسطين ومصر والسودان) فهي إلقاء السِنة اللبنية إلى الأعلى في السماء نحو الشمس أو إلى الله. وربما نشأت هذه العادة كنوعٍ من القرابين قبل الإسلام وتعود إلى القرن الثالث عشر الميلادي على الأقل. كما ذكر عزالدين عبدالحميد بن هيبة الله بن أبي الحديد في القرن الثالث عشر الميلادي.
وفي بعض المناطق الهندية يُقدم الأطفال الصغار الأسنان اللبنية التي سقطت للشمس ويغلفوها أحيانًا بخرقة صغيرة من خُث قطني.
وتُعد جنية الأسنان أقل انتشارًا في الثقافات الإفريقية.

## كتابات أخرى
- Lainez, Rene Colato (2010). The Tooth Fairy Meets El Raton Perez. Illustrated by Tom Lintern. ISBN 978-1-58246-296-7.
- Narváez, Peter (1997) The Good People: New Fairylore Essays. (section V) University Press of Kentucky.
- Wynbrandt, James (1998). The Excruciating History of Dentistry. St. Martin's Press. ISBN 0-312-26319-8.